# Пентанема Глаз Христа
Пентанема Глаз Христа (лат. Pentanéma óculus-chrísti), или Девяси́л Христо́во о́ко, или Девясил глазко́вый (устаревшие синонимы) — вид двудольных растений, относящийся к роду Пентанема (Pentanema) семейства Астровые (Asteraceae). До 2018 года включался в состав рода Девясил (Inula), в традиционном объёме являющегося полифилетичным.
Синоним — Aster oculus-christi (L.) Cav.

## Распространение и среда обитания
Известен из Бельгии, Нидерландов, Великобритании, Люксембурга, Германии, Боснии и Герцеговины, Австрии, Швейцарии, Лихтенштейна, Румынии, Венгрии, Черногории, Сербии, Греции, Болгарии, Хорватии, Албании, Турции, Македонии, Чехии, Польши, Украины, Молдавии, Белоруссии, России (центр и юг европейской части, Северный Кавказ), Азербайджана, Армении, Грузии, Узбекистана, Ирана, Сирии, Туркмении, Казахстана, Ирака и Алжира.
Встречается в степях, на каменистых и степных склонах и среди кустарников.

## Ботаническое описание

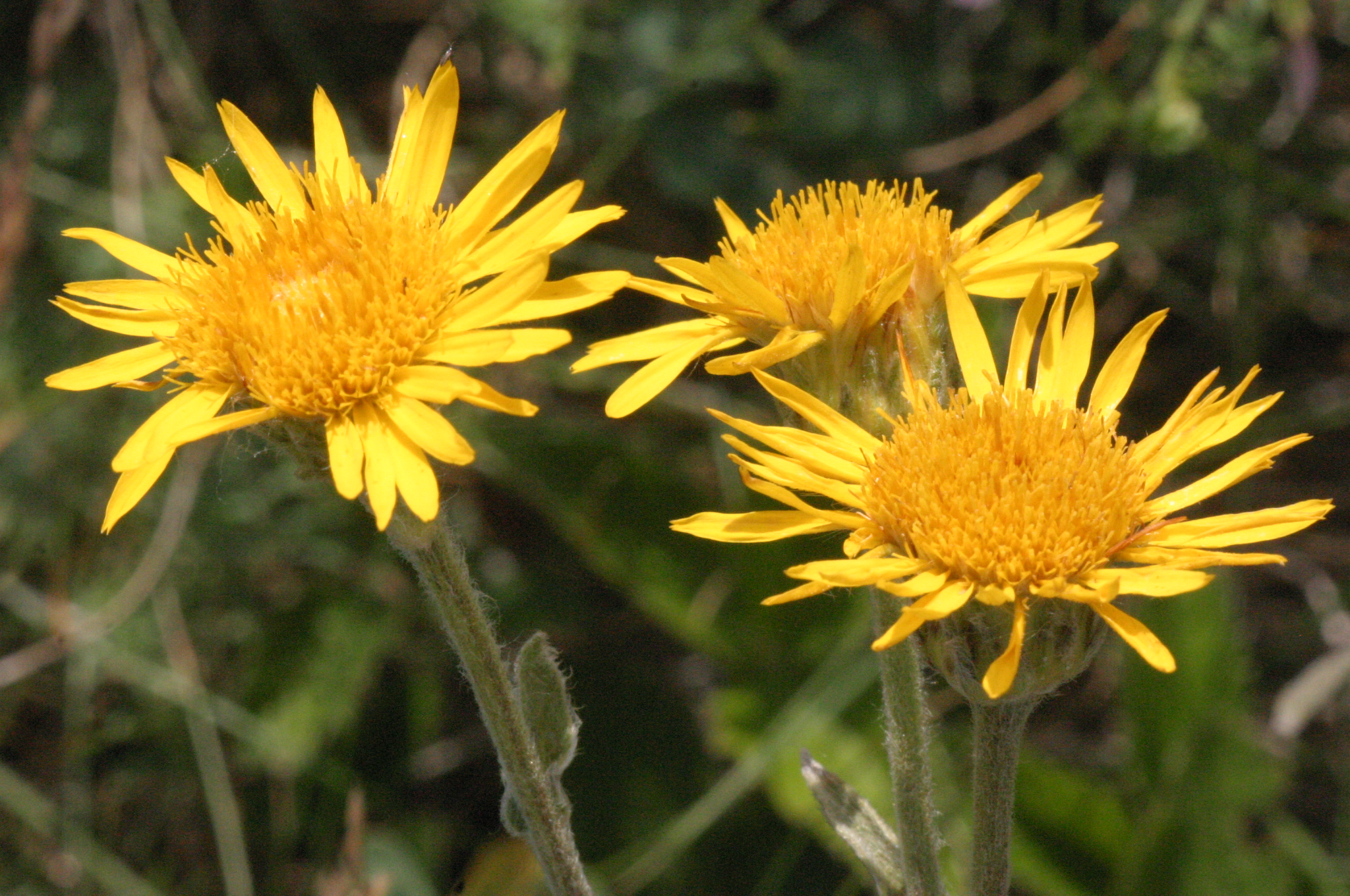
Соцветия

Многолетнее растение высотой 15—50 см, корневищное, розеточное.
Стебель с железистым опушением.
Листья продолговатые, черешковые, железисто-опушённые.
Соцветия-корзинки с цветками золотистого цвета; листочки обвёртки линейно-ланцетные.
Плод — опушённая семянка.
Число хромосом — 2n=16.
Цветёт с мая по июль.

## Значение
Выращивается как декоративное растение.

## Природоохранная ситуация
Растение занесено в Красные книги Воронежской и Саратовской областей России и Днепропетровской области Украины.